# Регіональна лікарня Ган
Регіональна лікарня Ган (англ. Gan Regional Hospital) — лікарня, яка розташована на острові Ган на атолі Лааму, Мальдіви. Вона є частиною системи охорони здоров'я Мальдів, однією з 4 лікарень країни.

## Зовнішні посилання
- Регіональна лікарня Ган

| Прапор Мальдівів | Це незавершена стаття про Мальдіви. Ви можете допомогти проєкту, виправивши або дописавши її. |